# 普列奧布拉任卡 (恰普林卡區)
46°23′50″N 33°28′26″E / 46.39722°N 33.47389°E
普列奧布拉任卡（烏克蘭語：Преображенка）是位於烏克蘭南部的村莊，由赫爾松州卡霍夫卡區的恰普林卡市鎮負責管轄。該村始建於1869年，面積50平方公里，海拔高度27米，2001年人口1,679，人口密度每平方公里33.6人。